# Srebrnoboke
Srebrnoboke (Atheriniformes), red riba iz razreda zrakoperki (Actinopterygii). Sastoji se od 11 porodica uglavnom sitnih riba obalnih mora. Žive u svim vodama, slanim, slatkim i bočatim. Porodica Atherinidae ili zeleniši imaju i dva predstavnika u Jadranu, to su 
Atherina boyeri (oliga) i Atherina hepsetus (gavun).
To su uglavnom sitne ribice obalnuih mora i rijeka koje nemaju većeg ekonomskog značaja. 

## Podjela
1. Atherinidae Risso, 1827
2. Atherinopsidae Fitzinger, 1873
3. Atherionidae Schultz, 1948
4. Bedotiidae Jordan & Hubbs, 1919
5. Dentatherinidae Patten & Ivantsoff, 1983
6. Isonidae Rosen, 1964
7. Melanotaeniidae Gill, 1894
8. Notocheiridae Schultz, 1950
9. Phallostethidae Regan, 1916
10. Pseudomugilidae Kner, 1867
11. Telmatherinidae Munro, 1958